# Alima Dembélé
Pour les articles homonymes, voir Dembélé.
Gnere Alima Dembélé, née le 20 janvier 2000 à Bamako, est une joueuse malienne de basket-ball.

## Carrière
Elle dispute le Mondial des moins de 17 ans 2016 et le Mondial des moins de 19 ans 2017.
Elle est médaillée d'or en basket-ball à trois aux Jeux africains de plage de 2019 et médaillée d'argent en basket-ball à trois aux Jeux africains de 2019. Elle est ensuite finaliste du Championnat d'Afrique 2021 à Yaoundé et troisième du Championnat d'Afrique 2023 à Kigali.